# Baden Cooke
Baden Cooke (født 12. oktober 1978 i Benalla, Victoria, Australien) er en australsk professionel cykelrytter der er mest kendt som en sprintspecialist.
I 2012 skiftede han til nystiftede GreenEDGE, nu Team Jayco AlUla, efter at han i to år havde kørt for danske Saxo Bank-SunGard.
I 2003 vandt han den grønne pointtrøje i Tour de France 2003, kun to point foran Robbie McEwen. Han vandt også 2. etape.